# Wygorzel (Pogórze Izerskie)
Wygorzel (niem. Brand-Berg, 518 m n.p.m.) – wzniesienie w południowo-zachodniej Polsce, w Sudetach Zachodnich, na Pogórzu Izerskim.

## Położenie
Wzniesienie położone w południowo-wschodniej części Pogórza Izerskiego, w  południowej części Przedgórza Rębiszowskiego, pomiędzy miejscowościami Przecznica, Kłopotnica i Proszowa, w "Rębiszowskim Lesie".

## Budowa geologiczna
Podłoże wzniesienia stanowi blok karkonosko-izerski (metamorfik izerski), zbudowany z gnejsów i granitognejsów, głównie gnejsów oczkowych, a w południowej części z łupków łyszczykowych. Skały metamorficzne przebite są trzeciorzędowymi bazaltami.

## Kontrowersje
Kontrowersje budzi przynależność wzniesienia. Według Staffy (1989) należy do Grzbietu Kamienickiego Gór Izerskich i jest najdalej na północ wysuniętym jego szczytem. Natomiast g Staffy (2003) należy do Przedgórza Rębiszowskiego i Pogórza Izerskiego i jest ich najwyższym szczytem.